# Gambetta (Metro de Lima y Callao)
Gambetta es el nombre asignado a la primera futura estación de la Línea 4 del Metro de Lima en Perú. La estación se inició a construir el 15 de mayo de 2023 de manera subterránea en el distrito de Callao.
En marzo de 2024 se informó que las obras civiles en la estación Gambetta tenían un avance del 54 %. En ese momento, también se está llevando el movimiento de tierras. En mayo de 2024, se reportó que las obras civiles alcanzaron un avance del 65%. En noviembre de 2024 se informó que la estación tenía un progreso del 81% en las obras civiles.
Se encuentra ubicada en la avenida Faucett cerca al óvalo 200 millas y la avenida Néstor Gambetta.

## Descripción
Gambeta forma parte del primer tramo de la línea 4 que servirá como alimentador de la línea 2. Para evitar retrasos como lo ocurrido en la construcción de la línea 2, que originalmente tenía que haber entrado en funcionamiento parte de su recorrido en el 2020 pero que por retrasos fue aplazado hasta el 2024, el gobierno peruano construirá Gambeta así como el resto de la línea 3 y 4 como una obra pública e convenio con un gobierno extranjero.